# سوراتکا (ناحیه ژدار ناد سازاوو)
سوراتکا (به چکی: Svratka) یک منطقهٔ مسکونی و شهرستان دارای شهرک سابقاً روستا در جمهوری چک است که در ناحیه ژدار ناد سازاووو واقع شده‌است. سوراتکا ۱٬۴۱۶ نفر جمعیت دارد.